# 日生運輸
日生運輸株式会社（ひなせうんゆ）は、岡山県備前市に本社を置く総合運輸事業者である。
岡山県和気郡日生町（現・備前市）に、耐火煉瓦製品の貨物運送事業者として設立され、その後に港湾荷役・通関業、倉庫業、産業廃棄物収集事業も行うようになった。かつては乗合バス・貸切バス事業、旅行業、タクシー事業も営んでいた。
1971年から44年間にわたり、備前バス（びぜんバス）の名称でバス事業を行ってきたが、2015年9月末をもってバス事業から撤退した。

## 沿革
- 1961年（昭和36年）10月10日：会社設立[1][7]。
- 1971年（昭和46年）
  - 4月1日：備前町と三石町が合併、市制施行して備前市が発足。
  - 5月：沿線自治体からの要請に応え、宇野自動車の廃止代替路線を運行開始[3]。
- 1972年（昭和47年）7月：同和鉱業片上鉄道のバス事業（片鉄バス）廃止に伴い、同社からバス事業を譲受[3]。片鉄バス片上線（片鉄片上 - 国鉄和気駅）および貸切バス事業を引き継ぐ[3]。同時に住民からの公募により「備前バス」の愛称を決定[3]。
- 1976年（昭和51年）7月28日：備前観光サービス株式会社を設立[7]。
- 1989年（平成元年）5月：日生トーム株式会社を設立[7]。
- 1990年（平成2年）10月1日：グループ会社として株式会社日生運輸を設立（本社所在地は同一）[7]。
- 1991年（平成3年）7月1日：同和鉱業片上鉄道の廃止に伴い、代替バスを運行開始。
- 1993年（平成5年）4月：両備バスが鶴海 - 佐山 - 長船駅線を運行休止したため、緊急代替運行を実施[3]。
- 2002年（平成14年）12月19日：ヒナセカーサービス株式会社を設立[7]。
- 2006年（平成18年）
  - 12月1日：宇野自動車から片上 - 寒河間のバス路線を譲受。
  - 12月1日：備前市内路線の運賃を大人200円均一とする[3]。
- 2015年（平成27年）
  - 3月19日：国土交通省中国運輸局岡山運輸支局に廃止届を提出[3][4][5]。
  - 3月31日：バス事業からの撤退、全10路線の廃止を発表[5]。
  - 9月30日：バス事業を廃止[3][4][6]。備前市営バスに路線が引き継がれる[6]。

## 本社・事業所
- 本社：岡山県備前市伊里中588番地1[1]

### 物流・倉庫部門
- 本社営業所：岡山県備前市伊里中588番地1[1]
- 伊里中第1物流倉庫：岡山県備前市伊里中581番地[1]
- 伊里中第2物流倉庫：岡山県備前市伊里中641番地[1]
- 友延物流倉庫：岡山県備前市友延976番地[1]
- 穂浪港営業所：岡山県備前市穂浪3651番地6（陸運・港運・通関）[1]
- 御津ロジックス営業所：岡山県岡山市北区御津高津で、第一輸送・倉庫が120番地10、第二輸・送倉庫が120番地30　 両方とも御津工業団地内[1]
- 大阪営業所：大阪府茨木市大字福井120-52[1]

### 過去の事業所
- 備前バス：岡山県備前市伊里中578番地1（バス事業）
- 備前トラベルネットワーク：岡山県備前市伊里中578番地1（旅行業）

### グループ会社
- 株式会社日生運輸：岡山県備前市伊里中588番地1
- 備前観光サービス株式会社：岡山県備前市伊里中588番地1
- ヒナセカーサービス株式会社：岡山県備前市閑谷1746番地の1（自動車整備業）
- 日生トーム株式会社：岡山県備前市麻宇那476番地の5

## 備前バス

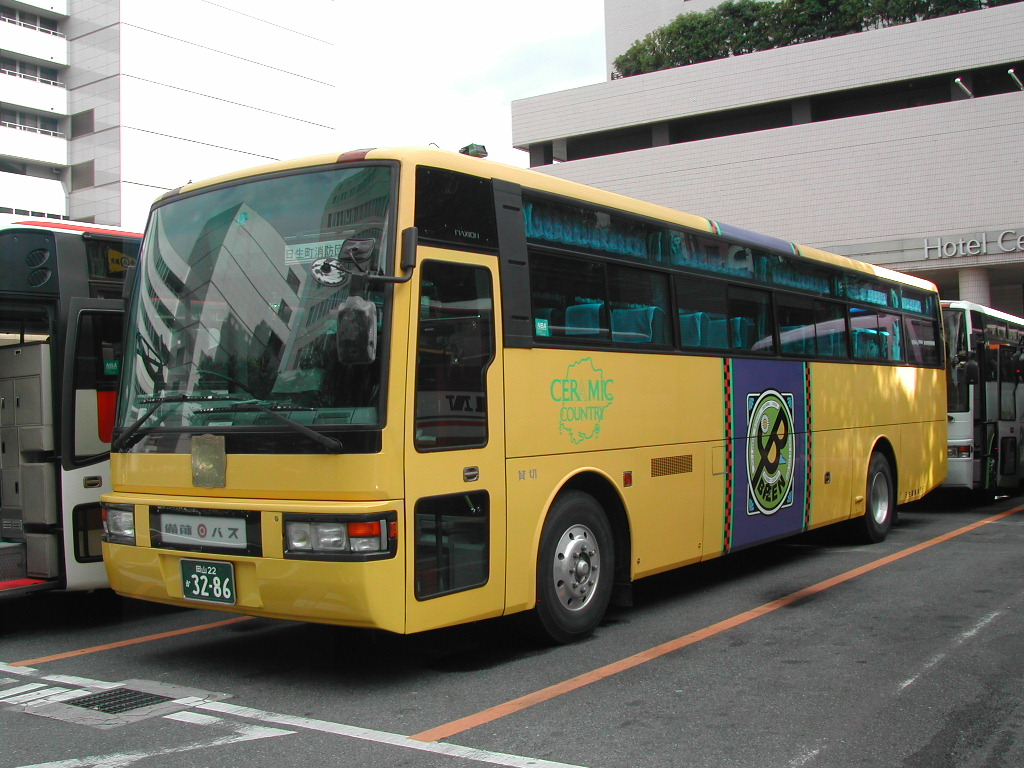
備前バスの貸切車
貸切車・路線車とも黄色い車体のバスを使用していた。

2015年（平成27年）9月末まで「備前バス」として、乗合バス事業および貸切バス事業を行っていた。
宇野自動車の過疎路線廃止により、沿線自治体（当時の備前町、三石町、日生町、和気町、吉永町、佐伯町）からの要請を受け、廃止代替バス（乗合バス）の運行を引き受けたことが同社のバス事業の始まりである。1971年5月より、宇野自動車の廃止路線を肩代わりする形で乗合バス事業に参入した。
翌1972年7月には、同和鉱業片上鉄道からバス事業を譲受し、同社の廃止路線と貸切バス事業を引き継いだ。その際に公募により決定した「備前バス」の愛称を名乗るようになった。
さらに1991年の同和鉱業片上鉄道の廃止を受け、代替バスを運行開始。1993年には両備バスの休止路線の代替運行を行うなど、地域の鉄道・バス事業者の廃止代替路線の運行を担ってきた。
しかし過疎化と少子化による急激な人口減に伴い、バス利用者が減少。1993年には運賃2倍の値上げを申請したが、その際に備前市から補助金を受け運賃を据え置くこととして、備前市および、旧片上鉄道沿線4市町（備前市・和気町・赤磐市・美咲町）で構成する「片上鉄道沿線地域活性化対策協議会」から補助団体指定を受けた。
2005年（平成17年）3月22日に備前市、日生町、吉永町が新設合併して（新）備前市が発足。その後、備前市内路線の利用者は、2007年度（平成19年度）の約286,300人から、2013年度（平成25年度）には約141,500人と、わずか6年間で半減していた。
1993年から2005年までの補助金は年額3,000万円であったが、2006年の路線増加と備前市内路線の均一運賃化、2014年度からの消費税率引き上げにより補助金額は増大し、2014年度には年額7,200万円に達していた。しかし2007年以降は補助金を受けてもなお、年間2,500万円の赤字を計上している状態にあった。
このため同社では、利用者の減少と赤字の増大によりバス事業の継続を断念し、2015年3月19日、道路運送法第38条第2項の規定に基づく廃止届を国土交通省中国運輸局岡山運輸支局に提出。同年9月30日をもってバス事業を廃止した。

### 過去の路線

#### 備前市内路線
2006年12月1日より均一運賃となる。大人200円・小児100円。一日乗車券は大人500円・小児250円。
備前バスの撤退後は、備前市が引き継いで備前市営バスの路線となった。備前市の直接運行と、地元のタクシー会社（吉永タクシー、インベタクシー、日生交通）への委託運行に振り分けられた。
- 備前病院 - 大東 - 備前片上駅 - 片上 - ナダ - 穂浪橋 - 木生 - 日生駅前 - 寒河車庫 - 福浦峠
- 伊里中 - 友延 - 穂浪橋 - 木生 - 日生駅前 - 寒河車庫 - 福浦峠
- 伊里小前 - 友延 - 穂浪橋 - 木生（備前市）
- 備前病院 - 片上 - 久々井 - 鶴海車庫 - 青石
- 備前病院 - 大東 - 備前片上駅 - 片上 - 久々井 - 鶴海車庫 - 青石 - 長船駅
- 青石 - 鶴海車庫 - 久々井 - 片上 - 備前片上駅 - 大東 - 伊里中 - 広高下 - 八木山 - 体育館前 - 三石駅 - 船坂峠入口 - 三石
- 青石 - 鶴海車庫 - 久々井 - 片上 - 備前片上駅 - 大東 - 伊里中 - 友延 - 伊里小前 - 蕃山 - 佐那高下 - 蕃山 - 八木山 - 体育館前 - 三石駅 - 船坂峠入口 - 三石
- 備前病院 - 大東 - 片上 - 備前片上駅 - 大東 - 伊里中 - 友延 - 伊里小前 - 蕃山 - 佐那高下 - 蕃山 - 八木山 - 体育館前 - 三石駅 - 船坂峠入口 - 三石
- 片上 - 備前片上駅 - 大東 - 伊里中 - 友延 - 穂浪橋 - ナダ - 片上 - 備前片上駅 - 大東 - 備前病院
- 備前病院 - 大東 - 片上 - 備前片上駅 - ナダ - 穂浪橋 - 友延 - 伊里中
- 片上 - ナダ - 穂浪橋 - 友延 - 伊里小前
- 片上 - 備前片上駅 - 大東 - 伊里中 - 閑谷学校 - 吉永病院前 - 吉永駅 - 吉永病院前
- 片上 - ナダ - 穂浪橋 - 友延 - 伊里中 - 閑谷学校 - 吉永病院前 - 吉永駅 - 吉永病院前
- 吉永病院前 - 吉永駅 - 倉吉 - 金谷 - 体育館前 - 三石駅 - 船坂峠入口 - 三石駅 - 体育館前 - 三石出張所 - 福石上
- 吉永病院前 - 吉永駅 - 北方 - 神根センター前 - 大股 - 八塔寺- 八塔寺ヴィラ前

#### 片鉄沿線路線
運賃は対距離区間制。同和鉱業片上鉄道線廃止に伴う代替バスで、通称「備前片鉄バス」。全便休日運休。
- 片上 - 清水 - 中山 - 和気駅前 - 鵜飼谷温泉前 - 益原 - 天瀬 - 河本 - 矢田 - 苦木 - 杖谷 - 塩田 - 福田 - 周匝 - 高下 - 吉ヶ原 - 柵原病院前

2011年9月に沿線の美咲町（旧柵原町）が同路線への補助金を打ち切ったことに伴い、同年9月30日の運行をもって周匝 - 柵原病院前間を廃止。廃止区間は美咲町が運行する「柵原病院 - 周匝」連絡バスで代替されたが、その連絡バスも2014年3月31日の運行を最後に廃止された。
備前バスの撤退後は、和気 - 周匝間は当面の代替措置として、赤磐市と和気町が共同運行する赤磐市広域路線バス（赤磐・和気線）が引き継いだ。片上 - 和気間は撤退時に代替バスが設定されず交通空白となっていたが、2019年4月1日より備前市営バス・和気町営バスの共同運行路線として復活している。

#### 東備西播定住自立圏 圏域バス
2012年3月5日運行開始。兵庫県と岡山県の県境付近の2市1町（兵庫県赤穂市・上郡町、岡山県備前市）が構成する「東備西播定住自立圏形成推進協議会」が運行するコミュニティバスである。
かつては岡山県の東備地区と兵庫県の西播地区を、県境を越えて結ぶ一般路線バスが運行されていたが、路線廃止によりコミュニティバスの運行が開始されるに至った。
備前ルートの運行をウエスト神姫とともに受託していた。備前バスが月曜・水曜・金曜、ウエスト神姫が火曜・木曜・土曜の運行をそれぞれ担当していた。全便日曜運休。備前バスの撤退後は、2015年10月1日からウエスト神姫が全日担当している。
- 備前ルート：吉永病院前 - 牛神社入口 - 三石駅 - 渡瀬 - 福石下 - 関西福祉大学 - 赤穂市民病院 - イオン赤穂店前

牛神社入口 - 三石間（イオン赤穂店前行）、牛神社入口 - 大橋間（吉永病院前行）、渡瀬 - 福石下間はフリー乗降区間。

#### 備前市営バス
備前市営バス（80条バス・旧吉永町営バス） の運転業務を受託していた。備前バスの撤退後は、旧吉永町営バス区間は吉永タクシーが担当している。